# Облак на Оорт
За Облака на Оорт се предполага, че има форма на сфера, съдържаща комети и обгръщаща Слънцето на разстояние от около 50 до 100 хил. АЕ, разстояние приблизително равно на 1000 орбитални радиуса на Плутон или почти една светлинна година (¼ от разстоянието до най-близката звезда Проксима Кентавър).
Най-вътрешната част от облака на Оорт е разположена в равнината на еклиптиката близко до пояса на Кайпер. Въпреки че все още няма директни наблюдения, за него се предполага, че е източник на почти всички комети навлизащи във вътрешността на Слънчевата система. За някои късопериодични комети се смята, че произхождат от пояса на Кайпер.

## Хипотеза
През 1932 г. естонският астроном Ернст Йопик прави предположение, че всички комети във вътрешността на Слънчевата система произхождат от облак, разположен по периферията ѝ. През 1950 г. идеята получава одобрението на нидерландския астроном Ян Оорт като обясняваща факта, че повечето комети биват унищожавани само след няколко орбити през вътрешността на Слънчевата система и биха били отдавна изчезнали, ако винаги са били в такива орбити. Според теорията, облакът на Оорт съдържа милиони кометни ядра, които са стабилни поради факта, че се намират на значително разстояние от Слънцето и слънчевото лъчение, което получават, е изключително слабо. Нови комети биват постоянно отклонявани на орбити, преминаващи през вътрешността на Слънчевата система.
Облакът на Оорт е остатък от първичната мъглявина, от която преди 4,6 милиарда години са се формирали Слънцето и планетите. Според теорията с най-широк прием, обектите в облака на Оорт са се формирали значително по-близко до Слънцето — на разстояния подобни на повечето планети. Впоследствие обаче значителната гравитация на газовите гиганти ги е „изхвърлила“ на силно елиптични или параболични орбити не само в равнината еклиптиката, но под различни инклинации, формирайки облак около Слънцето. Гравитационното въздействие на съседните на Слънцето звезди значително е намалило ексцентрицитета на техните орбити.
Смята се, че другите звезди имат собствени „облаци на Оорт“ и също че външните слоеве на облаците на две съседни звезди понякога се припокриват, смущавайки нормалните орбити на обектите. Звездата с най-голяма възможност да въздейства върху облака на Оорт в следващите 10 милиона години е Gliese 710.

## Обекти в облака на Оорт
Открити са само два обекта, чиито орбити се предполага, че принадлежат на облака на Оорт: 90377 Седна и 2000 CR105. Орбитално разстояние на 90377 Седна варира от 76 до 840 АЕ и за него се смята, че принадлежи към вътрешния слой на облака. След откриването на Седна изчисленията за плътността на облака на Оорт бяха завишени и неговото разстояние до Слънцето – занижено. Също така се смята, че Слънцето се е формирало в гъст звезден куп, който е въздействал интензивно на обектите изхвърлени от вътрешността на ранната Слънчева система от газовите гиганти.
Всеки от двата открити обекта е бил небесно тяло в облака на Оорт, разрушени при преминаването на звезда близко до Слънчевата система, или техните орбити са разрушени от все още непознато тяло с размери на планета в облака.
| Номер  | Име        | Екваториален диаметър (km) | Перихелий (АЕ) | Афелий (АЕ) | Дата на откриване | Откривател                                               | Метод на определяне на диаметъра |
| ------ | ---------- | -------------------------- | -------------- | ----------- | ----------------- | -------------------------------------------------------- | -------------------------------- |
| 90377  | Седна      | 1180 – 1800 km             | 76.1           | 892         | 2003              | Майкъл Е. Браун, Чадуик А. Трухильо, Дейвид Л. Рабиновиц | топлинно излъчване               |
| 148209 | 2000 CR105 | 265 km                     | 44.3           | 397         | 2000              | Обсерватория Лоуел                                       | ???                              |